# Храм Кантанагар
Кантанагарский храм (бенг. কান্তজীউ মন্দির) — индуистский храм, который был построен во славу Кришны в 1752 году бенгальским махараджей Пран Натом и получил известность благодаря прекрасной терракотовой отделке. Находится в деревне Кантанагар, приблизительно в 19 км от города Динаджпур (территория современного Бангладеш).
Строительство Кантанагарского храма было начато махараджей Пран Ната в 1722 году и завершён его приёмным сыном махараджей Рам Ната в 1752 году. Храм изначально был украшен девятью башнями и увенчан тремя шпилями, которые были разрушены землетрясением в 1897 году.
В настоящее время храм представляет собой трёхэтажное здание площадью 15 м², главной достопримечательностью которого, несмотря на повреждения, являются изображенные в терракоте рассказы из Рамаяны и Махабхараты, подвиги Кришны, а также сцены из повседневной жизни местной знати.